# Kārlis Auziņš
Kārlis Auziņš (* 20. Mai 1988 in Madona, Lettland) ist ein lettischer Jazz- und Improvisationsmusiker (Sopran- und Tenorsaxophon, Komposition).

## Leben und Wirken
Auziņš zog 2007 nach Riga, um an der Rigaer Dom-Chorschule den Grund für seine weitere Musikausbildung zu legen. Ab 2009 absolvierte er den  Bachelor-Studiengang in Jazz-Saxophon am Konservatorium von Amsterdam bei Harmen Fraanje, Yaniv Nachum, Dick Hafer, Joris Roelofs, Ferdinand Povel und Jasper Blom. Zu dieser Zeit war er in verschiedenen musikalischen Projekten aktiv wie dem Keno Harriehausen Quartett (Preisträger beim International Zeeland Jazz Award 2013, aber auch beim Mechelen Jazzcontest 2014), Tossia Corman, dem Mainspring Jazz Collective. Seit 2014 studierte er am Rytmisk Musikkonservatorium in Kopenhagen im Masterstudiengang; im selben Jahr gründete er ein Duo mit dem schwedischen Bassisten Joel Illerhag, der auch zu seinem Quartett gehört. 2016 veröffentlichte er mit dem Quartett sein Debütalbum bei Gateway Records; im selben Jahr erschien mit dem Improvisationsquartett Mount Meander ein gleichnamiges Album, dem 2019 ein Livealbum aus Berlin folgte. 2017 holte ihn Jonas Engel in sein Quartett Own Your Bones, mit dem er 2023 mit Staring Is Caring ein zweites Album veröffentlichte. Weiterhin spielt er in einem kollaborativen Trio aus Riga mit dem Gitarristen Matīss Čudars und dem Schlagzeuger Ivars Arutyunyan.

## Diskographische Hinweise
- Images in Regard of the Central Reference System (Gateway Records 2016, mit Artur Tuźnik, Joel Illerhag, Simon Olderskog Albertsen)
- Mount Meander (Clean Feed 2016, mit Lucas Leidinger, Tomo Jacobson, Thomas Sauerborn)
- Jonas Engel: Own Your Bones (Klaeng 2018, mit David Helm und Dominik Mahnig)
- Karlis Auzins, Rihards Plešanovs: Still Nature (Jersika Records 2023)